# Cratere Bau
Bau è un cratere sulla superficie di Ganimede.